# Lorenzo Crasso
Lorenzo Crasso (1623-1691)  fue un eclesiástico, erudito y escritor de Italia.
Lorenzo Crasso escribió los Elogios de los hombres de letras, que parecieron en la ciudad de Venecia, en dos volúmenes en 4° el año 1666. Esta obra corre escrita en Italiano, y es muy estimada por la exactitud y cuidado que aplicó este autor, en recoger las principales acciones, y los escritos de los autores de quien habla.

## Obras
- Crasso, Lorenzo (1655). Epistole heroiche. Venice: Baba.
- Crasso, Lorenzo (1666). Elogj d'huomini letterati 1. Venice: Combi e la Noù.
- Crasso, Lorenzo (1666). Elogj d'huomini letterati 2. Venice: Combi e la Noù.
- Crasso, Lorenzo (1678). Istoria de' Poeti Greci e di que' che 'n Greca Lingua han poetato. Naples: Antonio Bulifon.
- Crasso, Lorenzo (1683). Elogj di capitani illustri. Venice: Combi e la Noù.